# Gentianella alborubra
Gentianella alborubra är en gentianaväxtart som beskrevs av Fabris. Gentianella alborubra ingår i släktet gentianellor, och familjen gentianaväxter. Inga underarter finns listade i Catalogue of Life.